# Haarlemmer Stroom
Haarlemmer Stroom, ook bekend onder Nieuwe Energie is het terrein van het voormalige gemeentelijk energiebedrijf van Haarlem, ook wel de Gemeentelijke Lichtfabrieken genoemd, gelegen in de Noord-Hollandse stad Haarlem. 

## Geschiedenis
In 1836 opende het Engelse Imperial Continental Gas Association (ICGA) in Haarlem een gasfabriek aan de Raaks, in het gebied dat sinds de 21e eeuw bekend is komen te staan als het Raakskwartier. 
Aan het eind van de 19e eeuw waren er steeds meer klachten over de enorme vervuiling die deze fabriek veroorzaakte en de stank die dat gaf. De gemeente Haarlem besloot daarom een eigen gasfabriek te gaan bouwen aan de oostoever van het Noorder Buiten Spaarne. Doordat deze fabriek ten oosten en niet net zoals de oude fabriek ten westen van de binnenstad lag, was de stankoverlast door de overheersende oostelijke windrichting een minder probleem. 
De gasfabriek vervaardigde gas uit steenkool. Ter transport van deze kolen binnen de fabriek was elektriciteit benodigd, daarom werd er ook een  elektriciteitscentrale gebouwd. De fabriek opende in 1902 als de Gemeentelijke Lichtfabrieken en produceerde gas voor de straatverlichting en de bevolking van de gemeente. Elekriciteit werd afgenomen door de gasfabriek zelf maar ook ter gebruik aangeboden aan de industrie. Deze industrie begon zich begin 20e eeuw snel te ontwikkelen. De meeste panden op het terrein stammen uit de periode rond 1902, kennen een neoclassicistische stijl en waren een ontwerp van architect Johannes J. van Noppen.
Door de vondst van het aardgas in de jaren 60, raakte de gasproductie in het slop. De productie op het karakteristieke fabrieksterrein werd definitief gestaakt in 1968, na 150 jaar gasvoorziening door middel van gasfabrieken. Sindsdien zijn delen van de fabriek gesloopt, maar een groot deel van de gebouwen is gespaard gebleven.
Tot en met 2001 was er een kleine inham aan de Industriehaven aanwezig op het terrein. Dit betrof een niet gedempt deel van de voormalige rivier de Vuilrak. Sinds dat jaar is ook dat gedeelte gesaneerd en gedempt.

## Organisatie tijdlijn
- In 1902 oprichting Gemeentelijke Lichtfabrieken (1902-1911) met als onderdelen:
  - Gemeentelijk Gasbedrijf (1902-1948)
  - Gemeentelijk Elektriciteitsbedrijf (1902-1948)
- In 1911 besloot de gemeente de twee onderdelen van de Gemeentelijke Lichtfabrieken te verzelfstandigen.
- Tussen 1937-1945 vormden het Gemeentelijk Gasbedrijf en het Gemeentelijk Waterbedrijf op papier een organisatie.
- Gemeentelijk Gasbedrijf en Gemeentelijk Elektriciteitsbedrijf werden 15 december opgeheven.
- Per 1 januari 1949 werd het Gemeentelijk Energiebedrijf (GEB) opgericht.
- Mei 1966 werd Gasvoorziening Zuid-Kennemerland opgericht met als leden gemeenten Bennebroek, Bloemendaal, Haarlem, Haarlemmerliede en Spaarnwoude, Haarlemmermeer, Heemstede en Zandvoort en diende ter bevordering van het inkopen en transporteren van gas naar deelnemende gemeenten.
- 1990 opheffing Gemeentelijk Energiebedrijf, met als rechtsopvolger Energiebedrijf Haarlem (EBH)
- In 1996 is het EBH opgegaan in Energie Noord-West (ENW) en in 1999 gefuseerd tot NUON.

## Gebouwen
Op het terrein van de lichtfabriek zijn de volgende gebouwen te vinden
- de Turbinehal
- het Meterhuis
- het Ketelhuis
- het Oliehuis